# Dương Sơn, Thanh Viễn
Dương Sơn (chữ Hán giản thể: 阳山县) là một huyện thuộc địa cấp thị Thanh Viễn, tỉnh Quảng Đông, Cộng hòa Nhân dân Trung Hoa. Dương Sơn nằm ở phía nam dãy núi Nam Lĩnh, trung lưu Liên Giang. Huyện này có diện tích 3372 ki-lô-mét vuông, dân số năm 2001 là 520.000 người. Huyện lỵ đóng ở trấn Dương Thành.

## Phân chia hành chính
Về mặt hành chính, huyện này được chia thành 12 trấn, 1 hương dân tộc.
- Trấn: Dương Thành, Lĩnh Bối, Thanh Liên, Thất Củng, Thái Bình, Lê Phụ, Tiểu Giang, Hoàng Bộn, Giang Anh, Đỗ Bộ, Dương Mai, Đại Lãng.
- Hương dân tộc Dao Xứng Giá.